# 苏章 (南汉)
苏章（9世纪—937年）封州人，唐朝末年政治人物。年轻时事封州刺史刘隐为牙将。性忠厚果敢，以勇力闻名。
乾宁三年（896年）十二月，薛王李知柔出任清海军节度使，广州牙将卢琚派谭弘玘据端州拒之。苏章随刘隐进讨之，伏甲船中，诱杀谭弘玘，又袭杀卢琚，迎接李知柔。因苏章有功，李知柔奏署他为衙内马步军都指挥使。
天复二年（902年），割据虔州的卢光稠克韶州，以子卢延昌为刺史守之。卢光稠派弟弟卢光睦攻潮州被时任清海军留后的刘隐击退后，刘隐欲攻韶州，其弟刘岩认为虔州必来救，韶州不可速取，刘隐不听，从双石出舟船，正逢大雾，白昼如夜，卢延昌军四出，以铁缆系大钩投入刘隐的船，清海军惊慌失措，但苏章引弓射杀数人并用巨斧击钩，铁缆无用，卢延昌退走。清海军兵临城下，韶州守军在楼上指着刘隐骂污言秽语，刘隐羞惭不敢看左右，苏章将骂人者一一射死，清海军水军乘胜鼓噪想要登城，但这时峡北江水暴涨，运粮道路断绝，卢光稠亲自率众来援，清海军被卢光稠部将谭全播伏击所败，屡战屡败。卢延昌开城袭清海军之后，苏章劝刘隐弃船走陆路，清海军不成列，刘隐的马死了，苏章就把自己的马给他，自己徒步殿后，韶州军看见了，不敢进逼。刘隐几乎仅以身免。苏章以功得刘隐表迁封州刺史。
刘隐死后，刘岩袭位，苏章又事刘岩为牙校，积功充左右街使。刘岩命苏章典禁卫诸军，号龙中军。刘岩后来建立南汉。大有元年（928年）三月，楚国人兴水军侵封州，在贺江打败守军，守军有一千人溺死。刘岩命苏章率神弩军三千、战舰百艘往救，到贺江，沉铁索于水中，在两岸造巨轮挽住铁索，其上筑堤以隐蔽之，在堤中埋伏壮士，轻舟迎战，诈败而奔，楚军以为怯，追杀入堤中，苏章举巨轮挽铁索锁楚军船，楚军船不能进退，再用强弩夹江射之，楚军大败，解围遁去，苏章全歼楚军，缴获其战船百艘而归。以功迁封州团练使。苏章骁勇善战，行军多合古法，遂为一时名将。
苏章的儿子五人，都是中郎将，豪侠任气，行为不轨，当时广州人号为“五郎将”。苏章年老，不能教训。后来有人告发苏章五子谋叛，苏章五子都被逮捕下狱处斩。苏章因功免于牵连，羞愧不自安，抑郁成病，大有十年卒。
梁克贞与苏章同时用兵，勇略颇亚之。

## 评价
- 《十国春秋》论曰：苏梁李三将，皆岭表之虎臣也，斩将搴旗，章功为最，克贞、（李）守鄘次之。